# 42e cérémonie des Primetime Emmy Awards
La 42e cérémonie des Primetime Emmy Awards (ou « Emmys »), organisé par l'Academy of Television Arts and Sciences, s'est déroulée le 16 septembre 1990 et a récompensé les meilleurs programmes télévisés diffusés en primetime au cours de la saison 1989-1990 (du 1er juin 1989 au 31 mai 1990) sur les réseaux publics et câblés américains. Elle a été diffusée sur Fox

## Présentateurs et intervenants
L'émission est présentée par Candice Bergen, Jay Leno et Jane Pauley.

## Nominations et lauréats

### Séries dramatiques

#### Meilleure série télévisée dramatique
- La Loi de Los Angeles (NBC)
  - China Beach (ABC)
  - Code Quantum (NBC)
  - Génération Pub (ABC)
  - Twin Peaks (ABC)

#### Meilleur acteur
- Peter Falk pour le rôle de Columbo dans Columbo
  - Scott Bakula pour le rôle de Sam Beckett dans Code Quantum
  - Robert Loggia pour le rôle de Nick Mancuso dans Mancuso, FBI
  - Kyle MacLachlan pour le rôle de l'agent spécial Dale Cooper dans Twin Peaks
  - Edward Woodward pour le rôle de Robert McCall dans Equalizer

#### Meilleure actrice
- Patricia Wettig pour le rôle de Nancy Krieger Weston dans Génération Pub
  - Dana Delany pour le rôle de l'infirmière Colleen McMurphy dans China Beach
  - Jill Eikenberry pour le rôle d'Ann Kelsey dans La Loi de Los Angeles
  - Angela Lansbury pour le rôle de Jessica Fletcher dans Arabesque
  - Piper Laurie pour le rôle de Catherine Martell dans Twin Peaks

#### Meilleur acteur dans un second rôle
- Jimmy Smits pour le rôle de Victor Sifuentes dans La Loi de Los Angele
  - Timothy Busfield pour le rôle d'Elliot Weston dans Génération Pub
  - Larry Drake pour le rôle de Benny Stulwicz dans La Loi de Los Angeles
  - Richard Dysart pour le rôle de Leland McKenzie dans La Lois de Los Angele
  - Dean Stockwell pour le rôle d'Al Calavicci dans Code Quantum

#### Meilleure actrice dans un second rôle
- Marg Helgenberger pour le rôle de KC Kolowski dans China Beach
  - Sherilyn Fenn pour le rôle d'Audrey Horne dans Twin Peaks
  - Melanie Mayron pour le rôle de Melissa Steadman dans Génération Pub
  - Diana Muldaur pour le rôle de Rosalind Shays dans La Loi de Los Angele
  - Susan Ruttan pour le rôle de Roxanne Melman dans La Loi de Los Angeles

#### Meilleur acteur invité
- Patrick McGoohan pour le rôle d'Oscar Finch dans Columbo
  - Peter Frechette (en) pour le rôle de Peter Montefiore dans Génération Pub
  - Harold Gould pour le rôle du vieil homme dans The Ray Bradbury Theater
  - William Hickey pour le rôle de Carlton Webster dans Les Contes de la crypte
  - Bruce Weitz pour le rôle du sergent Ed Adderly dans Jack Killian, l'homme au micro

#### Meilleure actrice invitée
- Viveca Lindfors pour le rôle de Mme Doubcha dans Corky, un adolescent pas comme les autres
  - Ruby Dee pour le rôle de Ruby dans China Beach
  - Colleen Dewhurst pour le rôle de Marilla Cuthbert dans Les Contes d'Avonlea
  - Shirley Knight pour le rôle de Ruth Murdoch dans Génération Pub
  - Kay Lenz pour le rôle de Tina Cassidy dans Jack Killian, l'homme au micro

#### Meilleure réalisation
- Thomas Carter pour l'épisode Promises To Keep dans Equal Justice
- Scott Winant pour l'épisode The Go-Between dans Génération Pub
  - David Lynch pour l'épisode Pilote de Twin Peaks
  - Win Phelps pour l'épisode Parole d'honneur de La Loi de Los Angeles
  - Rick Wallace pour l'épisode Le Dernier Hoquet de La Loi de Los Angeles

#### Meilleur scénario
- David E. Kelley pour l'épisode Du sang et des larmes de La Loi de Los Angeles
  - Joseph Dougherty pour l'épisode The Go-Between de Génération Pub
  - Mark Frost et David Lynch pour l'épisode Pilote de Twin Peaks
  - David E. Kelley pour l'épisode Qui est la victime ? de La Loi de Los Angeles
  - Harley Peyton pour l'épisode Episode 3 de Twin Peaks

### Séries comiques

#### Meilleure série comique
- Murphy Brown (CBS)
  - Cheers (NBC)
  - Femmes d'affaires et Dames de cœur (CBS)
  - Les Craquantes (NBC)
  - Les Années coup de cœur (ABC)

#### Meilleur acteur
- Ted Danson pour le rôle de Sam Malone dans Cheers
  - John Goodman pour le rôle de Dan Conner dans Roseanne
  - Richard Mulligan pour le rôle du Dr Harry Weston dans La Maison en folie
  - Craig T. Nelson pour le rôle du coach Hayden Fox dans Coach
  - Fred Savage pour le rôle de Kevin Arnold de Les Années coup de cœur

#### Meilleure actrice
- Candice Bergen pour le rôle de Murphy Brown dans Murphy Brown
  - Kristie Alley pour le rôle de Rebecca Howe dans Cheers
  - Blair Brown pour le rôle de Molly Dodd dans The Days and Nights of Molly Dodd
  - Delta Burke pour le rôle de Suzanne Sugarbaker dans Femmes d'affaires et Dames de cœur
  - Betty White pour le rôle de Rose Nylund dans Les Craquantes

#### Meilleur acteur dans un second rôle
- Alex Rocco pour le rôle d'Al Foss dans The Famous Teddy Z
  - Kelsey Grammer pour le rôle de Dr Frasier Crane dans Cheers
  - Woody Harrelson pour le rôle de Woody Boyd dans Cheers
  - Charles Kimbrough pour le rôle de Jim Dial dans Murphy Brown
  - Jerry Van Dyke pour le rôle de Luther Van Dam dans Coach

#### Meilleure actrice dans un second rôle
- Bebe Neuwirth pour le rôle de Lilith Crane dans Cheers
  - Julia Duffy pour le rôle de Stephanie Vanderkellen dans Newhart
  - Faith Ford pour le rôle de Corky Sherwood dans Murphy Brown
  - Estelle Getty pour le rôle de Sophia Petrillo dans Les Craquantes
  - Rhea Perlman pour le rôle de Carla Tortelli dans Cheers

#### Meilleur acteur invité
- Jay Thomas pour le rôle de Jerry Gold dans Murphy Brown
  - David Huddleston pour le rôle de grand-père Arnold dans Les Années coup de cœur
  - Darren McGavin pour le rôle de Bill Brown dans Murphy Brown
  - Jerry Orbach pour le rôle de Glenn O'Brien dans Les Craquantes
  - Dick Van Dyke pour le rôle de Ken Whittingham dans Les Craquantes

#### Meilleure actrice invitée
- Swoosie Kurtz dans le rôle de Laurie dans Carol & Company
  - George Brown pour le rôle de Mme Lazora dans Cheers
  - Morgan Fairchild pour le rôle de Julia St. Martin dans Murphy Brown
  - Alexis Smith pour le rôle d'Alice Ann Volkman dans Cheers
  - Liz Torres pour le rôle d'Angie dans The Famous Teddy Z

#### Meilleure réalisation
- Michael Dinner pour l'épisode Adieu Monsieur Collins dans Les Années coup de cœur
  - James Burrows pour l'épisode Un rêve invraisemblable dans Cheers
  - Terry Hughes pour l'épisode Triple Jeu dans Les Craquantes
  - Barnet Kellman pour l'épisode Brown Like Me dans Murphy Brown
  - Harry Thomason pour l'épisode They Shoot Fat Women, Don't They? de Femmes d'affaires et Dames de cœur
  - Hugh Wilson pour l'épisode Pilot de The Famous Teddy Z

#### Meilleur scénario
- Bob Brush pour l'épisode Adieu Monsieur Collins de Les Années coup de cœur
  - Mark Egan, Mark Solomon et Bob Bendetson pour l'épisode The Last Newhart de Newhart
  - Diane English pour l'épisode Brown Like Me de Murphy Brown
  - Hugh Wilson pour l'épisode Pilote de The Famous Teddy Z